# Maybellene
Maybellene è un brano musicale di Chuck Berry che racconta di una gara di hot rod contemporaneamente alla fine di una storia d'amore. Fu pubblicato nel luglio 1955 nel singolo Maybellene/Wee Wee Hours dall'etichetta Chess Records di Chicago.

## Il brano
Maybellene è considerato uno dei brani pionieri del rock and roll: La rivista Rolling Stone ha dichiarato che «L'epoca delle chitarre rock & roll comincia qui».
Nel 1955 il singolo raggiunse la posizione numero cinque della classifica rock di Billboard, e la vetta della classifica R&B. Chuck Berry fu il primo afroamericano a raggiungere la top ten con un singolo rock. Nel 1999, la radio nazionale pubblica americana ha incluso il brano nella lista NPR 100, ovvero le cento canzoni più importanti della storia della musica americana. La canzone è inoltre la diciottesima nella lista delle 500 migliori canzoni secondo Rolling Stone.
Il titolo del brano viene spesso citato erroneamente come Maybelline, anche su alcuni CD di Chuck Berry, con lo stesso nome della celebre ditta di cosmetici. Curiosamente prima di intraprendere la carriera musicale, Chuck Berry aveva lavorato come parrucchiere.

### Origine e storia
Nel maggio 1955, dietro segnalazione di Muddy Waters, Berry andò a Chicago per mettersi in contatto con Leonard Chess della Chess Records. Berry pensava infatti che il suo materiale blues potesse essere di interesse per la Chess, ma con sua grande sorpresa, fu invece un vecchio classico country & western di Bob Wills, intitolato Ida Red, che Berry aveva registrato quasi per scherzo con il titolo Ida May a ottenere l'attenzione della Chess. Quindi il 21 maggio 1955 Berry incise un adattamento di Ida Red reintitolato Maybellene con la partecipazione di Johnnie Johnson al pianoforte, Jerome Green (dalla band di Bo Diddley) alle maracas, Jasper Thomas alla batteria e Willie Dixon al basso. Leonard Chess era rimasto colpito dall'anacronismo venutosi a creare nel sentire un brano country suonato e cantato da un musicista di colore, e per questo aveva scelto la canzone.

## Cover
- Maybellene è stata reinterpretata da un gran numero di artisti, inclusi Elvis Presley, Simon & Garfunkel, George Jones, Carl Perkins, Bubba Sparks, Foghat, Gerry & The Pacemakers, Johnny Rivers, e Chubby Checker.[6]
- Nel 1955, il Brownie McGhee Sextet registrò il brano Anna Mae, una riscrittura a tempo raddoppiato di Maybellene.
- Maybellene fu la canzone scelta da Steve Howe come suo singolo di esordio nel 1964 con la sua band The Syndicats.
- Joe Strummer era solito a cantare questa canzone con i 101'ers con molta più energia, più veloce dell'originale. La canzone è inclusa nella raccolta Elgin Avenue Breakdown Revisted.
- Nel giugno 2007, la punk rock band Social Distortion ha pubblicato una cover del brano come bonus track del loro album Greatest Hits.
- Nel 2008, il rapper statunitense Mos Def ha reinterpretato il brano per la colonna sonora del film Cadillac Records basato sulla storia dell'etichetta Chess Records.